# Towarzystwo Gimnastyczne „Sokół” w Łodzi

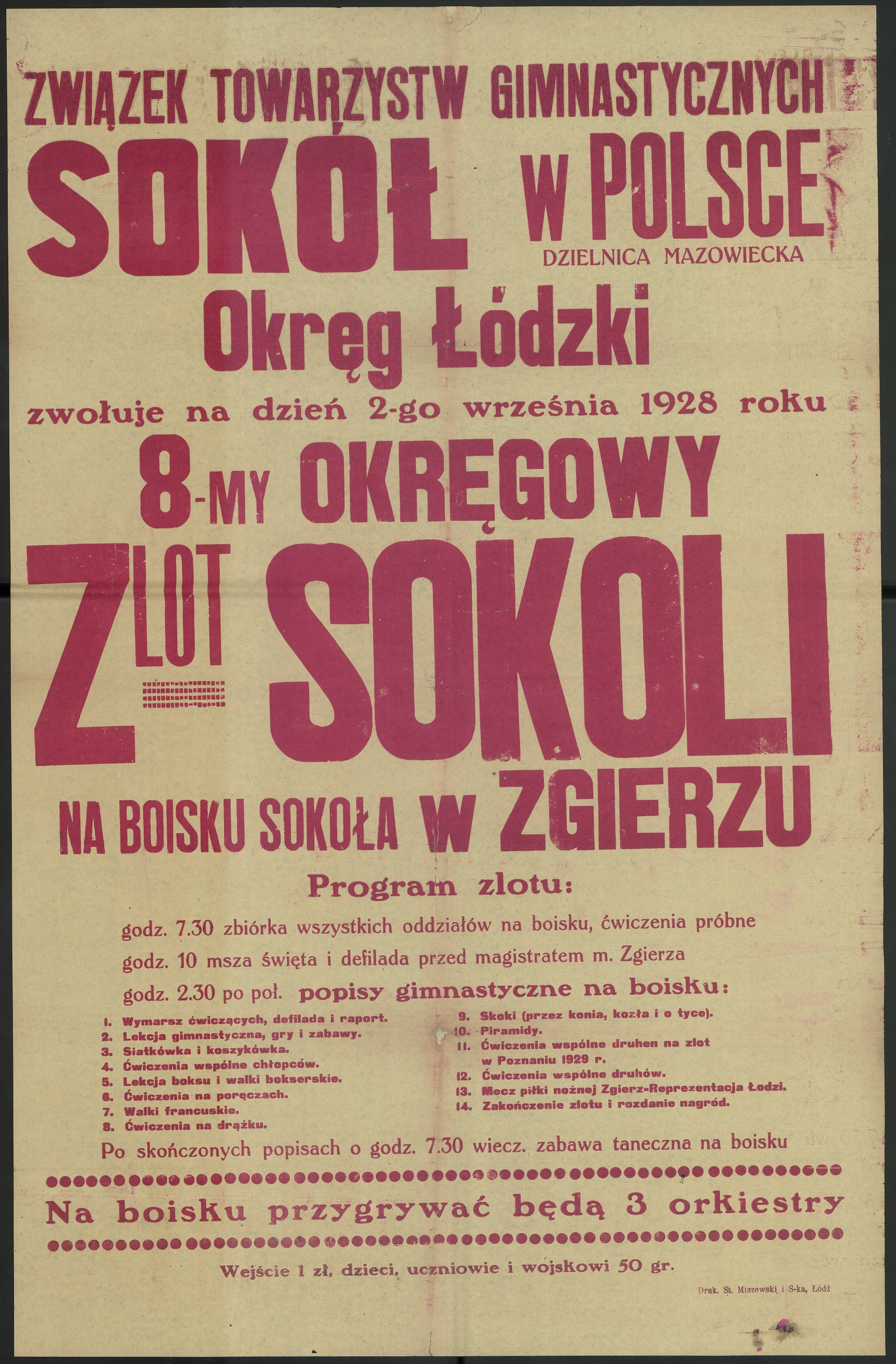
Plakat reklamujący imprezy sportowe w czasie łódzkiego okręgowego Zlotu Sokołów w Zgierzu w 1928 roku.

Towarzystwo Gimnastyczne „Sokół” w Łodzi – gniazdo Polskiego Towarzystwa Gimnastycznego „Sokół” utworzone w 1905 roku w Łodzi jako trzecie gniazdo Sokoła w Królestwie Polskim.

## Historia
Pierwsze kroki w kierunku utworzenia lokalnego gniazda Sokoła w Łodzi podjęli członkowie Towarzystwa Krzewienia Oświaty. Działając konspiracyjnie w posesji przy ulicy Piotrkowskiej 271, 20 grudnia 1905 roku zawiązali oni Towarzystwo Gimnastyczne „Sokół”, które skupiło głównie nieliczną grupę młodzieży ćwiczącej w prywatnym zakładzie gimnastyki Aleksandra Surowieckiego, mieszczącym się przy ówczesnej ul. Mikołajewskiej (obecnie ul. Sienkiewicza).
Organizacja funkcjonowała nielegalnie, co zostało oficjalnie potwierdzone już rok później. W ramach represji, które nastąpiły po stłumieniu przez carskie władze rewolucji 1905 roku, działalności Sokoła w Królestwie Polskim całkowicie zakazano zarządzeniem władz rosyjskich sygnowanym przez gubernatora Gieorgija Skałona. Członkowie podjęli decyzję utworzenia nowej organizacji, wykorzystując kontakty ze Stowarzyszeniem Zawodowym Robotników „Jedność”. W lokalu tego stowarzyszenia powołali 23 maja 1907 Towarzystwo Miłośników Gimnastyki. Już rok później również ono otrzymało zakaz działalności, którego podstawą było rosyjskie zarządzenie  bezwzględnie zakazujące działalności wszystkich polskich organizacji gimnastycznych w Królestwie.
Członkowie organizacji, pomimo szykan, nie zrezygnowali z dalszej działalności i 18 września 1907  powołali dwa nowe gniazda Sokoła, którym nadano nazwę nie kojarzącą się z gimnastyką – Towarzystwo Śpiewacze „Arfa”. W roku 1909 wystąpili do władz rosyjskich z kolejnym wnioskiem o oficjalną rejestrację, pod nazwą „Towarzystwo Zwolenników Rozwoju Fizycznego”. W celu ukrycia polskiego charakteru organizacji na sygnatariuszy statutu wybrano wyłącznie członków o niemiecko brzmiących nazwiskach, co w owym czasie ułatwiało urzędowe formalności. Podstęp się udał i nowa organizacja została zaaprobowana przez carskie władze. Rozwijała się bez trudności do lutego 1915 roku, kiedy to zakazały jej działalności okupacyjne władze niemieckie, które w czasie I wojny światowej wyparły Rosjan z Łodzi. Rok później, w marcu 1916 roku, organizację reaktywowano po raz kolejny, znowu pod inną nazwą, tym razem niemiecką. Początkowo zawiązano „Turnanstalt Von Anton Lindler” (pol. Zakład Gimnastyczny Antoniego Lindnera), a 7 lipca 1916 niemieckie władze zalegalizowały „Polskie Towarzystwo Gimnastyczne”. Wyraz „Sokół” dodano do nazwy organizacji dopiero po uzyskaniu przez Polskę niepodległości, na I Ogólnopolskim Zjeździe Stowarzyszeń Gimnastycznych w Warszawie (20 września 1918 roku).

### II RP

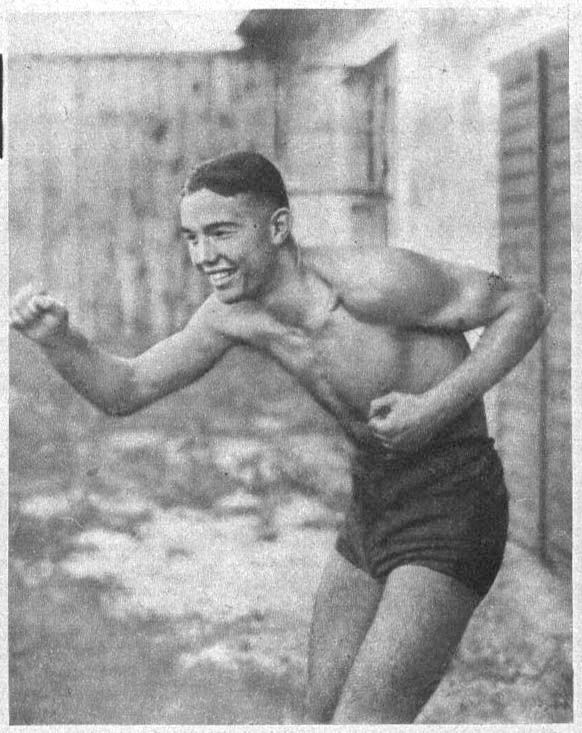
Jeden z wychowanków łódzkiego Sokoła Henryk Chmielewski, który został mistrzem Europy w boksie z 1937 roku.

Organizacja prowadziła działalność w całym dwudziestoleciu międzywojennym kształcąc wielu trenerów sportowych oraz zawodników. Członkami łódzkiego Sokoła byli m.in. mistrz Europy w boksie z 1937 roku Henryk Chmielewski oraz Józef Pisarski wielokrotny mistrz Polski w boksie i wicemistrz Europy z 1939 roku, olimpijczyk.
Po wybuchu II wojny światowej (wrzesień 1939) ponownie zawiesił działalność. W czasie wojny członkowie Towarzystwa Gimnastycznego Sokół byli traktowani przez okupanta niemieckiego jako element niebezpieczny dla nazizmu oraz niemieckiego państwa. Organizację po raz kolejny zdelegalizowano, a wielu jej członków zostało zamordowanych przez niemieckich nazistów. Łódź, wolą mniejszości niemieckiej mieszkającej w mieście, została włączona do III Rzeszy. Nazwę miasta zmieniono na Litzmannstadt (prawa Polaków i polskich organizacji zostały ograniczone).
Po zakończeniu II wojny światowej już w 1945 roku podjęto próby reaktywacji „Sokoła” w Łodzi, jednak komunistyczne władze PRL ostatecznie zdelegalizowały Towarzystwo. Organizacja została oficjalnie reaktywowana w Łodzi dopiero 6 lipca 2001 roku. 
Dokumenty związane z historią działalności „Sokoła” są eksponowane w Muzeum Miasta Łodzi, oddział Muzeum Sportu i Turystyki (siedziba: Hala Sportowa Miejskiego Ośrodka Sportu i Rekreacji w Łodzi, ul. ks. I. Skorupki 21).